# Bon Iver, Bon Iver
Bon Iver, Bon Iver is het tweede studioalbum van de Amerikaanse indie-folk muziekgroep Bon Iver. Het album telt tien nummers en kwam uit op 17 juni 2011 onder het muzieklabel Jagjaguwar. Met dit tweede album slaat componist Justin Vernon een nieuwe weg in, vergeleken met het eerste album For Emma, Forever Ago. Het album werd wereldwijd zeer goed ontvangen, met top 10 notaties in talrijke hitlijsten. Het album won de Grammy Award voor Beste Alternatieve Muziekalbum met de uitreiking in 2012, en nummer "Holocene" was genomineerd voor lied- en uitgebrachte single van het jaar.

## Composities
Opvallend aan de titels op het album, is dat bijna elk nummer verwijst naar een specifieke plaats.

Alle muziek en teksten zijn geschreven door Justin Vernon. 
| Nr. | Titel         | Duur |
| --- | ------------- | ---- |
| 1.  | Perth         | 4:22 |
| 2.  | Minnesota, WI | 3:52 |
| 3.  | Holocene      | 5:37 |
| 4.  | Towers        | 3:08 |
| 5.  | Michicant     | 3:42 |
| 6.  | Hinnom, TX    | 2:45 |
| 7.  | Wash.         | 4:59 |
| 8.  | Calgary       | 4:10 |
| 9.  | Lisbon, OH    | 1:33 |
| 10. | Beth/Rest     | 5:17 |

## Hitnoteringen

### NederlandseAlbum Top 100
| Hitnotering: (Week 1 t/m 13) 25-06-2011 t/m 17-09-2011 Hitnotering: (Week 14 t/m 15) 14-01-2012 t/m 21-01-2012 Hitnotering: (Week 16) 25-02-2012 | Hitnotering: (Week 1 t/m 13) 25-06-2011 t/m 17-09-2011 Hitnotering: (Week 14 t/m 15) 14-01-2012 t/m 21-01-2012 Hitnotering: (Week 16) 25-02-2012 | Hitnotering: (Week 1 t/m 13) 25-06-2011 t/m 17-09-2011 Hitnotering: (Week 14 t/m 15) 14-01-2012 t/m 21-01-2012 Hitnotering: (Week 16) 25-02-2012 | Hitnotering: (Week 1 t/m 13) 25-06-2011 t/m 17-09-2011 Hitnotering: (Week 14 t/m 15) 14-01-2012 t/m 21-01-2012 Hitnotering: (Week 16) 25-02-2012 | Hitnotering: (Week 1 t/m 13) 25-06-2011 t/m 17-09-2011 Hitnotering: (Week 14 t/m 15) 14-01-2012 t/m 21-01-2012 Hitnotering: (Week 16) 25-02-2012 | Hitnotering: (Week 1 t/m 13) 25-06-2011 t/m 17-09-2011 Hitnotering: (Week 14 t/m 15) 14-01-2012 t/m 21-01-2012 Hitnotering: (Week 16) 25-02-2012 | Hitnotering: (Week 1 t/m 13) 25-06-2011 t/m 17-09-2011 Hitnotering: (Week 14 t/m 15) 14-01-2012 t/m 21-01-2012 Hitnotering: (Week 16) 25-02-2012 | Hitnotering: (Week 1 t/m 13) 25-06-2011 t/m 17-09-2011 Hitnotering: (Week 14 t/m 15) 14-01-2012 t/m 21-01-2012 Hitnotering: (Week 16) 25-02-2012 | Hitnotering: (Week 1 t/m 13) 25-06-2011 t/m 17-09-2011 Hitnotering: (Week 14 t/m 15) 14-01-2012 t/m 21-01-2012 Hitnotering: (Week 16) 25-02-2012 | Hitnotering: (Week 1 t/m 13) 25-06-2011 t/m 17-09-2011 Hitnotering: (Week 14 t/m 15) 14-01-2012 t/m 21-01-2012 Hitnotering: (Week 16) 25-02-2012 | Hitnotering: (Week 1 t/m 13) 25-06-2011 t/m 17-09-2011 Hitnotering: (Week 14 t/m 15) 14-01-2012 t/m 21-01-2012 Hitnotering: (Week 16) 25-02-2012 | Hitnotering: (Week 1 t/m 13) 25-06-2011 t/m 17-09-2011 Hitnotering: (Week 14 t/m 15) 14-01-2012 t/m 21-01-2012 Hitnotering: (Week 16) 25-02-2012 | Hitnotering: (Week 1 t/m 13) 25-06-2011 t/m 17-09-2011 Hitnotering: (Week 14 t/m 15) 14-01-2012 t/m 21-01-2012 Hitnotering: (Week 16) 25-02-2012 | Hitnotering: (Week 1 t/m 13) 25-06-2011 t/m 17-09-2011 Hitnotering: (Week 14 t/m 15) 14-01-2012 t/m 21-01-2012 Hitnotering: (Week 16) 25-02-2012 | Hitnotering: (Week 1 t/m 13) 25-06-2011 t/m 17-09-2011 Hitnotering: (Week 14 t/m 15) 14-01-2012 t/m 21-01-2012 Hitnotering: (Week 16) 25-02-2012 | Hitnotering: (Week 1 t/m 13) 25-06-2011 t/m 17-09-2011 Hitnotering: (Week 14 t/m 15) 14-01-2012 t/m 21-01-2012 Hitnotering: (Week 16) 25-02-2012 | Hitnotering: (Week 1 t/m 13) 25-06-2011 t/m 17-09-2011 Hitnotering: (Week 14 t/m 15) 14-01-2012 t/m 21-01-2012 Hitnotering: (Week 16) 25-02-2012 | Hitnotering: (Week 1 t/m 13) 25-06-2011 t/m 17-09-2011 Hitnotering: (Week 14 t/m 15) 14-01-2012 t/m 21-01-2012 Hitnotering: (Week 16) 25-02-2012 | Hitnotering: (Week 1 t/m 13) 25-06-2011 t/m 17-09-2011 Hitnotering: (Week 14 t/m 15) 14-01-2012 t/m 21-01-2012 Hitnotering: (Week 16) 25-02-2012 | Hitnotering: (Week 1 t/m 13) 25-06-2011 t/m 17-09-2011 Hitnotering: (Week 14 t/m 15) 14-01-2012 t/m 21-01-2012 Hitnotering: (Week 16) 25-02-2012 |
| Week: | 1 | 2 | 3 | 4 | 5 | 6 | 7 | 8 | 9 | 10 | 11 | 12 | 13 | | 14 | 15 | | 16 | |
| --- | --- | --- | --- | --- | --- | --- | --- | --- | --- | --- | --- | --- | --- | --- | --- | --- | --- | --- | --- |
| Positie: | 15 | 17 | 22 | 37 | 48 | 48 | 60 | 58 | 68 | 88 | 68 | 94 | 100 | uit | 97 | 88 | uit | 99 | uit |

### VlaamseUltratop 100Albums
| Hitnotering: (Week 1 t/m 38) 25-06-2011 t/m 10-03-2012 Hitnotering: (Week 39 t/m 40) 31-03-2012 t/m 07-04-2012 Hitnotering: (Week 41) 28-04-2012 Hitnotering: (Week 42 t/m) 19-05-2012 t/m | Hitnotering: (Week 1 t/m 38) 25-06-2011 t/m 10-03-2012 Hitnotering: (Week 39 t/m 40) 31-03-2012 t/m 07-04-2012 Hitnotering: (Week 41) 28-04-2012 Hitnotering: (Week 42 t/m) 19-05-2012 t/m | Hitnotering: (Week 1 t/m 38) 25-06-2011 t/m 10-03-2012 Hitnotering: (Week 39 t/m 40) 31-03-2012 t/m 07-04-2012 Hitnotering: (Week 41) 28-04-2012 Hitnotering: (Week 42 t/m) 19-05-2012 t/m | Hitnotering: (Week 1 t/m 38) 25-06-2011 t/m 10-03-2012 Hitnotering: (Week 39 t/m 40) 31-03-2012 t/m 07-04-2012 Hitnotering: (Week 41) 28-04-2012 Hitnotering: (Week 42 t/m) 19-05-2012 t/m | Hitnotering: (Week 1 t/m 38) 25-06-2011 t/m 10-03-2012 Hitnotering: (Week 39 t/m 40) 31-03-2012 t/m 07-04-2012 Hitnotering: (Week 41) 28-04-2012 Hitnotering: (Week 42 t/m) 19-05-2012 t/m | Hitnotering: (Week 1 t/m 38) 25-06-2011 t/m 10-03-2012 Hitnotering: (Week 39 t/m 40) 31-03-2012 t/m 07-04-2012 Hitnotering: (Week 41) 28-04-2012 Hitnotering: (Week 42 t/m) 19-05-2012 t/m | Hitnotering: (Week 1 t/m 38) 25-06-2011 t/m 10-03-2012 Hitnotering: (Week 39 t/m 40) 31-03-2012 t/m 07-04-2012 Hitnotering: (Week 41) 28-04-2012 Hitnotering: (Week 42 t/m) 19-05-2012 t/m | Hitnotering: (Week 1 t/m 38) 25-06-2011 t/m 10-03-2012 Hitnotering: (Week 39 t/m 40) 31-03-2012 t/m 07-04-2012 Hitnotering: (Week 41) 28-04-2012 Hitnotering: (Week 42 t/m) 19-05-2012 t/m | Hitnotering: (Week 1 t/m 38) 25-06-2011 t/m 10-03-2012 Hitnotering: (Week 39 t/m 40) 31-03-2012 t/m 07-04-2012 Hitnotering: (Week 41) 28-04-2012 Hitnotering: (Week 42 t/m) 19-05-2012 t/m | Hitnotering: (Week 1 t/m 38) 25-06-2011 t/m 10-03-2012 Hitnotering: (Week 39 t/m 40) 31-03-2012 t/m 07-04-2012 Hitnotering: (Week 41) 28-04-2012 Hitnotering: (Week 42 t/m) 19-05-2012 t/m | Hitnotering: (Week 1 t/m 38) 25-06-2011 t/m 10-03-2012 Hitnotering: (Week 39 t/m 40) 31-03-2012 t/m 07-04-2012 Hitnotering: (Week 41) 28-04-2012 Hitnotering: (Week 42 t/m) 19-05-2012 t/m | Hitnotering: (Week 1 t/m 38) 25-06-2011 t/m 10-03-2012 Hitnotering: (Week 39 t/m 40) 31-03-2012 t/m 07-04-2012 Hitnotering: (Week 41) 28-04-2012 Hitnotering: (Week 42 t/m) 19-05-2012 t/m | Hitnotering: (Week 1 t/m 38) 25-06-2011 t/m 10-03-2012 Hitnotering: (Week 39 t/m 40) 31-03-2012 t/m 07-04-2012 Hitnotering: (Week 41) 28-04-2012 Hitnotering: (Week 42 t/m) 19-05-2012 t/m | Hitnotering: (Week 1 t/m 38) 25-06-2011 t/m 10-03-2012 Hitnotering: (Week 39 t/m 40) 31-03-2012 t/m 07-04-2012 Hitnotering: (Week 41) 28-04-2012 Hitnotering: (Week 42 t/m) 19-05-2012 t/m | Hitnotering: (Week 1 t/m 38) 25-06-2011 t/m 10-03-2012 Hitnotering: (Week 39 t/m 40) 31-03-2012 t/m 07-04-2012 Hitnotering: (Week 41) 28-04-2012 Hitnotering: (Week 42 t/m) 19-05-2012 t/m | Hitnotering: (Week 1 t/m 38) 25-06-2011 t/m 10-03-2012 Hitnotering: (Week 39 t/m 40) 31-03-2012 t/m 07-04-2012 Hitnotering: (Week 41) 28-04-2012 Hitnotering: (Week 42 t/m) 19-05-2012 t/m | Hitnotering: (Week 1 t/m 38) 25-06-2011 t/m 10-03-2012 Hitnotering: (Week 39 t/m 40) 31-03-2012 t/m 07-04-2012 Hitnotering: (Week 41) 28-04-2012 Hitnotering: (Week 42 t/m) 19-05-2012 t/m | Hitnotering: (Week 1 t/m 38) 25-06-2011 t/m 10-03-2012 Hitnotering: (Week 39 t/m 40) 31-03-2012 t/m 07-04-2012 Hitnotering: (Week 41) 28-04-2012 Hitnotering: (Week 42 t/m) 19-05-2012 t/m | Hitnotering: (Week 1 t/m 38) 25-06-2011 t/m 10-03-2012 Hitnotering: (Week 39 t/m 40) 31-03-2012 t/m 07-04-2012 Hitnotering: (Week 41) 28-04-2012 Hitnotering: (Week 42 t/m) 19-05-2012 t/m | Hitnotering: (Week 1 t/m 38) 25-06-2011 t/m 10-03-2012 Hitnotering: (Week 39 t/m 40) 31-03-2012 t/m 07-04-2012 Hitnotering: (Week 41) 28-04-2012 Hitnotering: (Week 42 t/m) 19-05-2012 t/m | Hitnotering: (Week 1 t/m 38) 25-06-2011 t/m 10-03-2012 Hitnotering: (Week 39 t/m 40) 31-03-2012 t/m 07-04-2012 Hitnotering: (Week 41) 28-04-2012 Hitnotering: (Week 42 t/m) 19-05-2012 t/m |
| Week: | 1 | 2 | 3 | 4 | 5 | 6 | 7 | 8 | 9 | 10 | 11 | 12 | 13 | 14 | 15 | 16 | 17 | 18 | 19 | 20 |
| --- | --- | --- | --- | --- | --- | --- | --- | --- | --- | --- | --- | --- | --- | --- | --- | --- | --- | --- | --- | --- |
| Positie: | 7 | 4 | 9 | 14 | 21 | 24 | 28 | 33 | 31 | 31 | 26 | 30 | 24 | 24 | 35 | 47 | 43 | 41 | 41 | 36 |
| Week: | 21 | 22 | 23 | 24 | 25 | 26 | 27 | 28 | 29 | 30 | 31 | 32 | 33 | 34 | 35 | 36 | 37 | 38 | | 39 |
| Positie: | 60 | 54 | 79 | 72 | 89 | 88 | 85 | 64 | 69 | 98 | 63 | 56 | 56 | 70 | 74 | 69 | 66 | 76 | uit | 96 |
| Week: | 40 | | 41 | | 42 | 43 | 44 | 45 | 46 | 47 | 48 | 49 | 50 | 51 | 52 | 53 | 54 | 55 | 56 | 57 |
| Positie: | 99 | uit | 82 | uit | 115 | 130 | 154 | 109 | 118 | | | | | | | | | | | |